# Johannes Dale
Johannes Dale (Lørenskog, 23 mei 1997) is een Noorse biatleet.

## Carrière
Bij zijn wereldbekerdebuut, in december 2018 in Nové Město, scoorde Dale direct wereldbekerpunten. In februari 2019 behaalde hij in Soldier Hollow zijn eerste toptienklassering in een wereldbekerwedstrijd. Op de wereldkampioenschappen biatlon 2020 in Antholz eindigde de Noor als achtste op de 15 kilometer massastart, als negende op de 20 kilometer individueel, als zeventiende op de 12,5 kilometer achtervolging en als 23e op de 10 kilometer sprint. Op de estafette legde hij samen met Vetle Sjåstad Christiansen, Tarjei Bø en Johannes Thingnes Bø beslag op de zilveren medaille.

## Resultaten

### Wereldkampioenschappen
| Jaar | Plaats   | Onderdeel   | Onderdeel | Onderdeel     | Onderdeel  | Onderdeel | Onderdeel          | Onderdeel          |
| Jaar | Plaats   | Individueel | Sprint    | Achtervolging | Massastart | Estafette | Gemengde estafette | Single mixed relay |
| ---- | -------- | ----------- | --------- | ------------- | ---------- | --------- | ------------------ | ------------------ |
| 2020 | Antholz  | 9e          | 23e       | 17e           | 8e         | Zilver    | –                  | –                  |
| 2021 | Pokljuka | Brons       | 4e        | 10e           | Zilver     | –         | –                  | –                  |
| 2023 | Oberhof  | 47e         | 4e        | 7e            | 11e        | –         | –                  | –                  |

### Wereldkampioenschappen junioren
| Jaar | Plaats  | Onderdeel   | Onderdeel | Onderdeel     | Onderdeel |
| Jaar | Plaats  | Individueel | Sprint    | Achtervolging | Estafette |
| ---- | ------- | ----------- | --------- | ------------- | --------- |
| 2017 | Osrblie | –           | 22e       | 18e           | Zilver    |
| 2018 | Otepää  | 13e         | 5e        | Brons         | Zilver    |

### Wereldbeker
Eindklasseringen
| Seizoen   | Algemeen | Individueel | Sprint | Achtervolging | Massastart |
| --------- | -------- | ----------- | ------ | ------------- | ---------- |
| 2018/2019 | 50e      | –           | 39e    | 43e           | –          |
| 2019/2020 | 9e       | 10e         | 11e    | 12e           | 4e         |
| 2020/2021 | 5e       | 8e          | 5e     | 7e            | 8e         |
| 2021/2022 | 65e      | 41e         | 84e    | 48e           | –          |
| 2022/2023 | 7e       | 10e         | 10e    | 13e           | 4e         |

Wereldbekerzeges
| Nr.         | Datum            | Plaats                  | Onderdeel          |
| Individueel | Individueel      | Individueel             | Individueel        |
| ----------- | ---------------- | ----------------------- | ------------------ |
| 1.          | 11 december 2020 | Hochfilzen              | 10 km sprint       |
| 2.          | 18 december 2022 | Annecy/Le Grand Bornand | 15 km massastart   |
| Estafette   |                  |                         |                    |
| 1.          | 8 december 2019  | Östersund               | 4×7,5 km estafette |
| 2.          | 15 december 2019 | Hochfilzen              | 4×7,5 km estafette |
| 3.          | 11 januari 2020  | Oberhof                 | 4×7,5 km estafette |
| 4.          | 7 maart 2020     | Nové Město              | 4×7,5 km estafette |
| 5.          | 11 maart 2023    | Östersund               | 4×7,5 km estafette |